# Кібер-готи

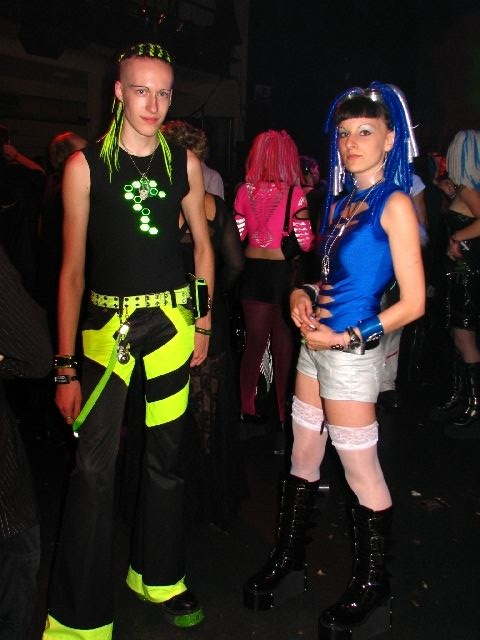
Кіберготи

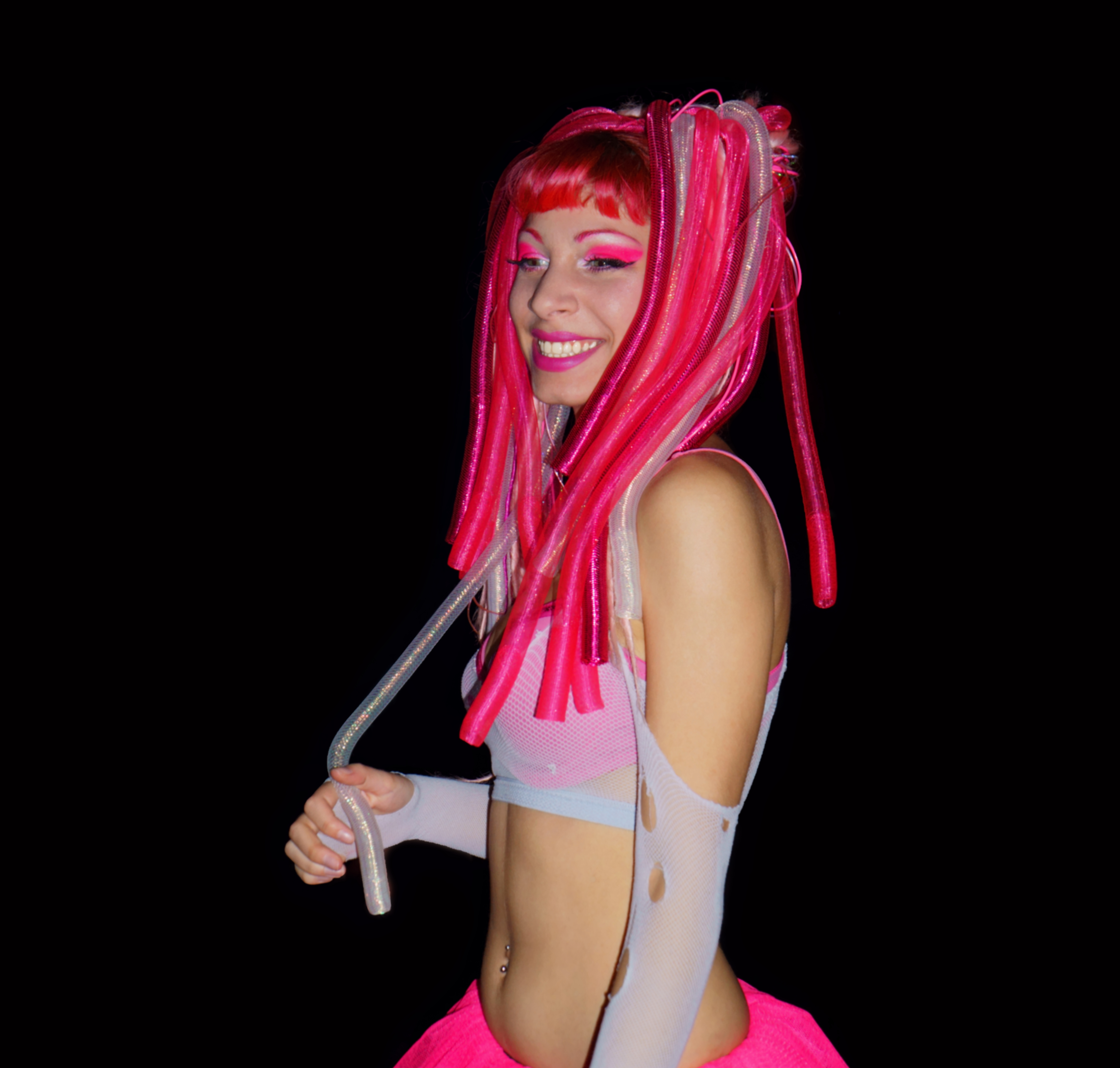
Жінка, одягнена в кібер-наряд

Кібер-готи — субкультура, яка походить від поєднання елементів готичної, рейверської, ріветхедської та кіберпанкової моди.
Думки щодо того, чи має течія кіберготів необхідну системність, щоб стати субкультурою, розходяться, деякі коментатори припускають, що це не більше ніж невелика естетична варіація кіберпанку чи рейверської моди.

## Історія
Термін «кібер-гот» (англ. Cybergoth) був введений у 1988 році Games Workshop для їхньої рольової гри Dark Future. Як модний стиль ця течія з'явилася лише в наступному десятилітті. Валері Стіл цитує Джулію Борден, яка визначає кібер-готів, як поєднання елементів індустріальної естетики зі стилем, пов'язаним із «Gravers» (готичними рейверами). Грейверс змішав "британський образ Raver та німецький образ ClubKid із використанням «фрік-шоу», а також злиття німецького та австрійського стилів. Борден вказує, що спочатку нарощене волосся та яскраві ажурні сітки погано поєднувалися з готичною модою, але до 2002 року «рейвові елементи одягу були замінені аксесуарами під впливом індастріалу, такими як окуляри, світловідбиваючий одяг та переважно чорний одяг».
Стіл підсумовує:
|  | Сьогодні кібер-готи схильні носити переважно чорний одяг з нотками неонових кольорів, а також одяг зі світловідбиваючих матеріалів і ПВХ, величезні черевики на платформі. Їхнє нарощене або розпущене волосся часто має яскравий колір, а також типово численний пірсинг. Часто носять захисні окуляри. Деякі кібер-готи також носять протигази або (що здається своєрідним медичним фетишем) блискучі полівінілхлоридні маски лікарів. |

Ненсі Кілпатрік вказує, що образ Девіда Бові в 1970-х роках був першим джерелом натхнення для стилю, а фідбек «Метрополіс» Фріца Ланга став прототипом кібер-естетики.

## Мода

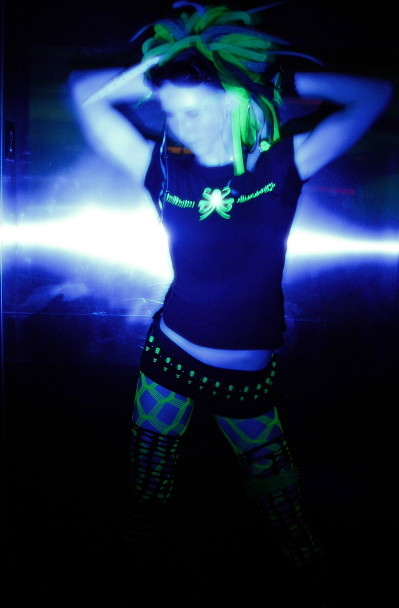
Неонова мода Cybergoth під чорним світлом нічного клубу.

Кіберготична мода поєднує рейв, ріветгед, кіберпанк та готичну моду, а також черпає натхнення з інших форм наукової фантастики. Андрогінність поширена. У цьому стилі іноді присутній один різко контрастний яскравий або неоновий тематичний колір, такий як червоний, синій, неоново-зелений, хромований або рожевий, на фоні базового чорного готичного одягу. Матові або глянцеві чорні матеріали, такі як гума та блискучий чорний ПВХ, можна змішувати та поєднувати, щоб створити більш штучний вигляд.
Чорно-монохроматичне зіставлення може набувати різноманітних форм, включаючи яскраве волосся та макіяж, кібернетичні візерунки, такі як живі світлодіодні плати, модифікації тіла, протигази та окуляри (особливо в авіаторському стилі), які зазвичай носять на лобі або навколо шиї, а не на очах. Найчастіше тематичний колір використовується у зачісці або макіяжі очей. Для створення додаткового ефекту іноді використовуються штучні, нарощені волосся або «водоспади». Водоспади можуть бути виготовлені з різних матеріалів, починаючи від пряжі до люмінесцентних трубок і закінчуючи електричною проводкою.
Популярне клубне спорядження для кібер-готів передбачає вузькі чорні штани, вузькі чорні жилети або сорочки з рваних, однотонних або ажурних тканин, пухнастиків, що нагадують костюми з готичних романів XIX століття або ранніх чорно-білих фільмів жахів середини XX століття. Серед компаній, що спеціалізуються на цьому стилі, Cyberdog (Велика Британія), DANE (Велика Британія), Pen & Lolly Clubwear (Велика Британія), Lip Service (США) та Diabolik (Каліфорнія, США).

## Волосся
Кіберготський стиль передбачає використання екстравагантних зачісок та зачісок із застосуванням синтетичних дредів (кіберлокс), нарощеного волосся тощо. Ці зачіски можуть бути виготовлені з різних матеріалів, від справжнього волосся до синтетичного канекелонового волосся, пластикових трубок, трубчастого крину, гумових та поролонових смужок, ременів і часто прикрашені окулярами.

## Музика
Музичні інтереси кіберготської культури охоплюють багато електронних жанрів та / або електронних синтезів, таких як електро-індастріал, електронна боді-музика, дарк-електро, агротех, ф'ючер-поп, індастріал-метал та кібер-метал. Кібер-готи також зосереджуються на жанрах андеграундної електронної музики.